# Mr. Poorluck Gets Married
Mr. Poorluck Gets Married è un cortometraggio muto del 1909 diretto da Lewin Fitzhamon.

## Trama
Un ragazzino impedisce a uno sposo di prendere il treno. L'uomo, per arrivare in tempo alla cerimonia, si arrangia salendo su un carrello del carbone.

## Produzione
Il film fu prodotto dalla Hepworth.

## Distribuzione
Distribuito dalla Hepworth, il film - un cortometraggio di 206 metri - uscì nelle sale cinematografiche britanniche nel dicembre 1909.
Si conoscono pochi dati del film che, prodotto dalla Hepworth, fu distrutto nel 1924 dallo stesso produttore, Cecil M. Hepworth. Fallito, in gravissime difficoltà finanziarie, il produttore pensò in questo modo di poter almeno recuperare il nitrato d'argento della pellicola.